# Leucania algirica
Leucania algirica är en fjärilsart som beskrevs av Charles Oberthür 1918. Leucania algirica ingår i släktet Leucania och familjen nattflyn. Inga underarter finns listade i Catalogue of Life.